# José María Muñoz Melgosa
José María Muñoz Melgosa (Burgos, 1897 - Madrid, 1935) fue un pintor costumbrista español. 

## Biografía
José María curso estudios de Derecho en Bilbao y posteriormente se trasladó a Madrid, donde frecuentó la Escuela Especial de Pintura, Escultura y Grabado y comenzó a frecuentar museos. Su formación fue autodidacta y se especializó en el costumbrismo vasco. En 1926 viajó a Italia y luego a París, donde permaneció cinco años. Sus trabajos se expusieron en numerosas exposiciones nacionales y extranjeras y se exhibieron en la muestra celebrada en las Oficinas del Turismo Español en París, en 1932 y en 1934 obtuvo la tercera medalla en la Exposición Nacional de Bellas Artes por Safo, que se halla en el Museo del Prado. 

Sus obras se exponen en el Museo de Burgos y en el Museo del Prado.